# Лідери ескадрених міноносців проєкту 48
Лідери ескадрених міноносців проєкту 48, відомі також як лідери ескадрених міноносців типу «Київ» (за назвою головного корабля) — тип лідерів ескадрених міноносців, що будувалися у 1939-1941 роках для радянського Військово-Морського Флоту. Всього за проєктом 48 «Великого флоту» СРСР на радянських верфях планувалося побудувати двадцять лідерів ескадрених міноносців. За документами, до осені 1940 року були закладені вісім лідерів. Будівництво трьох з них, як і плазові роботи по ще трьох кораблях, у жовтні 1940 року було припинено на користь будівництва лідерів проєкту 47 з універсальною артилерією головного калібру. Ще два лідери, заплановані до закладки на суднобудівному заводі № 402 у Молотовську, так і не були закладені. У 1944—1950 роках у ЦКБ-17 в конструкторському бюро заводу № 444 велася розробка коректованого проєкту 48-К, по якому повинні були добудовуватися спущені на воду корпусу лідерів «Київ» і «Єреван», але у 1950 році керівництвом суднобудівної промисловості було прийнято рішення про відмову від добудови цих двох кораблів. Обидва недобудованих корабля були переобладнані в кораблі-мішені та в різний час затоплені при випробуваннях протикорабельних ракет.

## Передісторія
У 1935—1936 роках Народним комісаріатом оборони СРСР із залученням працівників промисловості була розроблена десятирічна програма будівництва Військово-морського флоту. Основним завданням програми було будівництво «Великого флоту» у складі 533 бойових кораблів основних класів. Метою програми було створення морських сил, які могли б вести активну боротьбу з флотом будь-якої капіталістичної держави, або їх коаліцій". Створюваний «Великий морський та океанічний флот» СРСР згідно з цією програмою призначався «для боротьби як з окремими з'єднаннями противника, так і з його головними силами у віддаленні від своїх баз і біля берегів противника».
Згідно затвердженої 26 червня 1936 року «Програми великого морського суднобудування 1936 року», крім добудови шести вже споруджуваних лідерів ескадрених міноносців типу «Ленінград» (проєкти 1 і 38), планувалося побудувати 11 лідерів нового типу «І», за основу якого була взята конструкція лідера «Ташкент». Однак результатом політичних репресій командування Морських сил РСЧА і керівництва народного комісаріату оборонної промисловості у травні — липні 1937 року став критичний перегляд перспективної програми розвитку флоту до 1947 року, затвердженої 26 червня 1936 року урядовою постановою «Про програму великого морського суднобудування». Новим командуванням флоту, на основі аналізу подій війни в Іспанії і з урахуванням виникнення вогнищ військових конфліктів у Європі та на Далекому Сході, був розроблений оновлений План будівництва бойових кораблів Морських сил РСЧА". План був представлений у вигляді доповіді комісії під головуванням наркома оборони К. Є. Ворошилова.
У розділі VI прийнятої за цією доповіддю постанови Комітету оборони при РНК СРСР «Про будівництво бойових кораблів для Морських сил РСЧА» (від 13/15 серпня 1937 року) було сказано:
Визнати, що лідери типу «Ленінград» володіють хорошими тактико-технічними даними. Надалі до спроектування лідерів поліпшеної конструкції, продовжити будівництво цих кораблів. При подальшій закладці лідерів цього типу, внести наступні зміни: 
 а) встановити шість 130-мм гармат у трьох двогарматних баштах (дві - в носі та одну - в кормі) і одну двогарматну 76-мм зенітну батарею;
б) збільшити дальність плавання до 4000 миль; 
в) передбачити захист особового складу і механізмів на верхній палубі від атак штурмової авіації; 
г) встановити систему МПКАЗВ (Морських приладів керування артилерійським зенітним вогнем) для зенітної артилерії; 
д) посилити міцність корпусу та опрацювати питання про льодовий пояс і підкріплення для забезпечення плавання у битому льоду; 
е) визнати, що лідер типу «І» не має особливих тактичних переваг перед поліпшеним лідером типу «Ленінград». Питання про подальше спорудження лідерів типу «І» вирішити після випробувань лідера цього типу, що будується у Італії. Від наміченої побудови двох лідерів типу «І» на вітчизняних заводах утриматися до одержання результатів випробувань. Замість запланованої закладки двох «італійських» лідерів закласти два лідери типу «Ленінград» за новим покращеним проектом; 
ж) ВМФ і НКОП вирішити питання про єдиний калібр артилерії для лідерів і есмінців.
Таким чином, спочатку передбачалося не проєктування корабля нового типу, а корекція проєкту 1. проєкт «корегованого» лідера отримав індекс 48. За нової десятирічної програми військового кораблебудування 1937 року разом із іншими кораблями передбачалося побудувати двадцять нових лідерів проєкту 48.

## Історія проєктування і конструкція

### Тактико-технічне завдання
Тактико-технічне завдання (ТТЗ) проєкту 48 було розроблено Штабом Морських сил РСЧА спільно з інститутами Управління Військово-морських Сил РСЧА (УВМС РСЧА) у вигляді переліку пропозицій УВМС РСЧА щодо поліпшення лідерів ескадрених міноносців типу «Ленінград» (проєкт 1) та затверджено 13 грудня 1937 року флагманом флоту 1 рангу М. В. Вікторовим.
ТТЗ передбачало посилити на нових лідерах артилерію головного калібру, підвищити бойову стійкість корабля в умовах повітряного нападу, поліпшити його морехідні якості, підсилити міцність і підвищити експлуатаційну надійність корпусів. Порівняно з лідерами проєктів 1 та 38 передбачалося замінити п'ять щитових палубних 130-мм артилерійських установок Б-13 гарматами цього ж калібру, розміщеними в трьох двогарматних баштових установках Б2-ЛМ, дві 76-мм відкритих зенітних установки системи 34-К — однією двоствольною 76-мм системою, і додатково встановити чотири-п'ять 45-мм (або 37-мм зенітних автомата та стільки ж 12,7-мм зенітних кулеметів. Торпедне озброєння повинно було складатися з трьох тритрубних 533-мм торпедних апаратів.
Тонкою бронею на кораблі повинні були захищатися пости навідників торпедних апаратів, контрольно-дальномірний пост і головний командний пункт. У цілях підвищення ефективності зенітної стрільби замість допоміжної централі на кораблі встановлювалися морські прилади керування артилерійським зенітним вогнем (МПУАЗО) зі стабілізованим постом. Приміщення на кораблі повинні були мати покращену теплоізоляцію, надбудови і містки мали бути виконані обтічними. Лідер проєкту 48 передбачалося зробити більш енергоозброєним: головна енергетична установка — трьохвальна котлотурбінна потужністю 27 000 л. с. на вал. Головні турбіни були уніфіковані з турбінами ескадрених міноносців проєкту 30. ГЕУ мала підвищені параметри пари — 27 атмосфер проти 22 на лідерах типу «Ленінград» і температуру 350 °C. Швидкість ходу була визначена технічним завданням у 43 вузли, дальність плавання — близько 4000 морських миль при запасі палива 600 т, завдяки конструкції парових турбін високого тиску з головними турбозубчатими агрегатами зі спеціальними ступенями економічного ходу. Корпус лідера передбачалося посилити порівняно з корпусом лідера проєкту 1, для цього в районі конструктивної ватерлінії від 0 до 90 шпангоута передбачалися додаткові підкріплення.
В основу тактико-технічного завдання було закладено ряд тактико-технічних елементів лідера проєкту 20І. Пізніше, на етапі розгляду та погодження ТТЗ у Наркоматі оборонної промисловості, було прийнято рішення прийняти для лідерів проєкту 48 і ескадрених міноносців проєкту 30 уніфікацію однакових типів озброєння, головних і допоміжних механізмів та іншого обладнання у основному співвідношенні 1,5:1. У ТТЗ зазначалося, що стандартна водотоннажність лідера повинна була дорівнювати 1937 т.

### Ескізний проєкт

#### Початковий проєкт
Проєктування лідерів проєкту 48 велося у конструкторському бюро суднобудівного заводу ім. А. Марті (завод № 198) у Миколаєві (Українська РСР). Розробка ескізного проєкту здійснювалася у спеціально організованій групі чисельністю 30 осіб під керівництвом начальника корпусного відділу Я. І. Купенського і головного конструктора В. А. Рибалка. При проєктуванні конструктори намагалися врахувати досвід світового кораблебудування — Франції, Італії, Німеччини, США. У проєкті були використані деякі конструктивні особливості лідера «Ташкент» (проєкт 20І). Ескізний проєкт був виконаний на досить високому технічному рівні. Після проходу через необхідну експертизу проєкт отримав схвалення наркомату Військово-морського флоту і Другого Головного управління наркомату оборонної промисловості.
17 липня 1938 року ескізний проєкт 48 було розглянуто Й. В. Сталіним і 19 липня затверджено рішенням заступника наркома ВМФ СРСР флагмана 1 рангу І. С. Ісакова для подальшого проєктування із урахуванням зауважень КК РСЧФ. Проєкт 48 повинен був стати тимчасовим типом лідерів есмінців, так як для вирішення завдання будівництва великого океанського флоту проєктна дальність 4000 морських миль була визнана недостатньою, а для майбутніх лідерів дальність ходу встановлювалася мінімум 6000 миль.
Очевидний і швидкий прогрес військово-морської техніки, а також дворазова зміна керівництва ВМФ СРСР наприкінці 1937- першій половині 1938 року призвели до зміни офіційного погляду на проєкт 48. Нарком ВМФ став розглядати проєкт 48 вже не як покращений лідер проєкту 1, а як лідер нового типу, що стоїть на рівні найсучасніших оперативно-тактичних вимог. Новий лідер повинен був взяти з проєкту 1 його найкращі якості — швидкохідність, маневрові якості, надійність роботи механізмів і зручність у експлуатації, у поєднанні з застосуванням нових зразків озброєння (баштова артилерія, прилади керування артилерійським вогнем тощо).
У результаті розробки ескізного проєкту конструктори отримали тактико-технічні елементи корабля, що не відповідали в ряді випадків вимогам флоту, — остійність виявилася нижче, ніж на лідерах типу «Ленінград», зросла стандартна водотоннажність (2220 т проти 2030 т), дальність плавання була недостатньою, артилерійське озброєння — різнокаліберним (на кораблі використовувалися п'ять калібрів — 130-, 76-, 45-мм гармати і 12,7-, 7,62-мм кулемети). Це пояснювалося відсутністю досвіду проєктування кораблів у заводських конструкторів.

#### Коригування ескізного проєкту
За рішенням заступника наркома ВМФ І. С. Ісакова і висновком Управління кораблебудування РСЧФ конструкторському бюро заводу № 198 було запропоновано при розробці технічного проєкту з метою одержання необхідної остійності максимально полегшити корабель, забезпечити йому швидкість ходу не менше отриманої на «Ленінграді» та дальність плавання 15-вузловим економічним ходом 3500 морських миль; замінити три тритрубні торпедні апарати двома п'ятитрубними, розмістити 12,7-мм кулемети в закритих спарених установках; відмовитися від запасних торпед, 45-мм напівавтоматів і 7,62-мм кулеметів, авіаційного озброєння, 1,5-м далекоміра (у зв'язку зі зняттям напівавтоматів), 90-см прожекторів, замінивши їх на 60-сантиметрові, допоміжного холодильника; відмовитися від виконання вимог мати другий агрегат живлення приладів управління стрільбою і вимог мати другий гірокомпас; зменшити кількість боєзапасу, застосувати електрообладнання напругою 220 В (два турбогенератора по 100 кВт і дизель-генератор потужністю 50 кВт). У технічному проєкті передбачалося забезпечити: мінімально досяжну водотоннажність; метацентричну висоту (показник остійності) не менше 0,85 м; зручність управління кораблем і зброєю, а також розміщення постів спостереження на ходовому містку; захистити ходовий місток 8-мм бронею. Конструкторське бюро заводу № 198 та 2-ге Головне Управління НКОП прийняли ці зауваження і пропозиції ВМФ до виконання при коригуванні проєкту.
7 вересня 1938 року нарком оборонної промисловості М. М. Каганович і тимчасовий виконувач обов'язків наркома ВМФ П. І. Смирнов-Світловський представили голові комітету оборони при РНК СРСР В. М. Молотову доповідь про закінчення розробки ескізного проєкту 48 з додатком проєкту постанови про затвердження його основних елементів. Проєкт відрізнявся від затвердженого 19 липня збільшеною стандартною водотоннажністю (2150 т проти 1970 т), зниженою дальністю плавання 20-вузловим ходом (2500 морських миль замість 4000).
До весни 1939 року в черговий раз змінилося керівництво флотом: замість активного учасника політичних репресій на флоті М. П. Фріновського посаду наркома ВМФ зайняв флагман 2 рангу М. Г. Кузнєцов. До цього часу основні елементи лідера в процесі розробки технічного проєкту були уточнені: швидкість ходу корабля на випробуваннях обмежили величиною 42 вузли, дальність плавання 3500 морських миль 15-вузловим ходом стали оцінювати як максимальну.
У березні 1939 року на розгляд Народного комісаріату суднобудівної промисловості і Військово-морського флоту був представлений розроблений конструкторським бюро заводу № 198 технічний проєкт 48. У висновку по ньому, зробленому Науково-технічним комітетом ВМФ у формі доповіді Управлінню кораблебудування ВМФ, підкреслювалося, що проєкт виконаний недоброякісно та некомплектно. Порівняно з проєктом 1, у новому проєкті значно погіршувалися кораблебудівні елементи (плавучість, остійність, непотоплюваність, швидкість ходу та дальність плавання). У проєкті були застосовані головні турбозубчаті агрегати, розроблені ЦКБ-17 для ескадрених міноносців проєкту 7-У, які ще потребували доопрацювання. Так як проєкт у запропонованому вигляді не міг бути затверджений навіть в Управлінні кораблебудування ВМФ, конструкторському бюро заводу № 198 було доручено до 1 серпня 1939 року відкоригувати проєкт за зауваженнями спостереження (виконати це доручення не вдалося), а замість технічного проєкту 13 липня 1939 року постановою комітету оборони при РНК СРСР було затверджено новий ескізний проєкт лідера.
У прийнятій постанові РНК СРСР стандартна водотоннажність лідера підвищувався до 2350 т, найбільша дальність плавання приймалася рівною не менше 3200 морським милям, метацентрична висота при нормальній водотоннажності — не менше 1,19 м. Новий теоретичний кресленик лідера був розроблений головним інститутом Наркомату суднобудівної промисловості — ЦНДІ-45. У проєкті була передбачена нова ГЕУ, що забезпечує необхідну швидкість ходу. У постанові також зазначалося, що розроблюваний проєкт лідера, також як і есмінець проєкту 30, є «тимчасовим типом», на зміну якому має прийти новий лідер зі значним збільшенням дальності плавання, що не буде поступатися і в інших елементах іноземним кораблям цього класу.
У процесі розгляду ескізного проєкту була виявлена необхідність прийняття для лідера проєкту 48 двокорпусних головних турбозубчатих агрегатів (ГТЗА) номінальною потужністю 27 000 к. с. розробки Кіровського заводу замість запропонованих конструкторським бюро заводу № 190 трьокорпусних ГТЗА, створених для ескадрених міноносців проєкту 7-У. Вперше у радянському суднобудуванні в двокорпусній ГТЗА була застосована двокорпусна конструкція редуктора, що дозволило істотно скоротити його масу і габарити.

### Технічний проєкт
Технічний проєкт 48 був представлений на розгляд НКСП і ВМФ 20 вересня 1939 року. Наприкінці жовтня він був розглянутий на засіданні Комітету Оборони при Раді народних комісарів СРСР одночасно з проєктом 30 і ГТЗА для них. Засідання проводилося у Овальному залі за участю Й. В. Сталіна, з короткими доповідями виступили головні конструктори А. М. Юновидов (проєкт 30), В. А. Рибалко (проєкт 48) і Л. А. Шубейко-Шубін (проєкт ГТЗА); після них позитивні висновки висловили Н. В. Ісаченков (від Військово-морського флоту) і А. М. Редькін (від наркомату оборонної промисловості). М. Г. Кузнєцов та І. І. Носенко коротко виклали міркування стосовно проєктів і пропозиції про порядок будівництва нових лідерів і есмінців.
У процесі засідання Й. В. Сталін уважно розглядав представлені демонстраційні креслення лідера і есмінця і таблиці їх основних елементів у порівнянні з вітчизняними (проєктів 1 і 38) та іноземними лідерами ескадрених міноносців. Після доповідей головних конструкторів і виступів присутніх Сталін задав конструкторам питання про надійність і живучість передбачуваних нових кораблів, їх бойові якості в порівнянні з іноземними, після чого запропонував затвердити технічні проєкти 48 і 30 для будівництва кораблів на суднобудівних заводах у відповідності з затвердженими планами.
Постанова Ради народних комісарів СРСР про затвердження проєкту 48 вийшла 21 листопада. Згідно з постановою лідер повинен мати такі основні елементи: стандартна водотоннажність — 2350 т, повна водотоннажність — 3045 т, Головні розміри судна по конструктивній ватерлінії — 126×11,7×3,88 м. Озброєння повинно було включати три двоствольні баштові 130-мм артустановки Б-2-ЛМ, одну двоствольну зенітну 76-мм напівавтоматичну установку 39-К, чотири спарені зенітні установки 12,7-мм кулеметів і два п'ятитрубні торпедних апарати. Прилади управління стрільбою були представлені: ПУС головного калібру ПУС «Міна» в забезпеченні КДП2-4л-I і двох приладів 1-Н; ПУС зенітного калібру далекого бою «Союз» у забезпеченні СВП-29; відкрито розташованими далекомірами ДМ-3 та ЗД (по 2 комплекти); приладами управління торпедною стрільбою ПУТС «Міна» II черги з ТАС-1 у забезпеченні двох інклінометрів ПМР-21. Механічна установка ешелонного типу була виконана тривальною, паротурбінною, сумарною потужністю 81 000 к. с. і забезпечувала лідерам швидкість 42,5 вузли та дальність плавання 4100 морських миль на економічній швидкості (15,2 вузловим ходом); у технічному проєкті зазначалося, що реальна дальність плавання мала бути визначена при проведенні державних випробувань. Рухливо-кермовий комплекс складався з трьох трилопатевих гребних гвинтів і одного напівбалансирного керма, розташованого в діаметральної площини, пости керування кермом перебували в ходовій рубці, кормовому містку і румпельному відділенні. Особовий склад лідера складався з 269 осіб — 21 офіцера (у тому числі п'ять із них перебували в складі штабу з'єднання кораблів), 50 старшин і 198 рядових.

## Історія будівництва

### Будівництво за проєктом 48

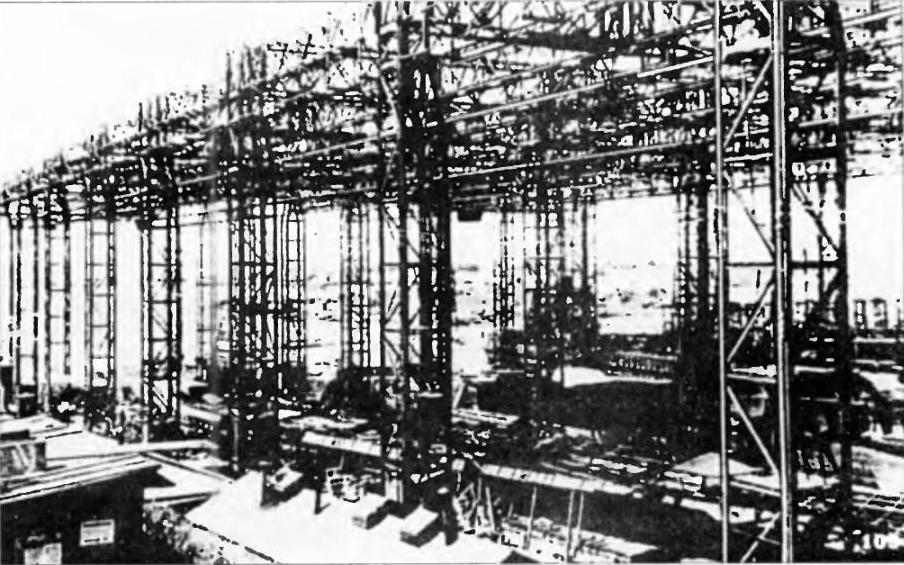
Лідери ескадрених міноносців пр. 48 на стапелі заводу № 198 у Миколаєві, 1939 рік

Згідно з планами замовлень Військово-морського флоту СРСР у 1939-1940 роках щорічно повинні були закладатися три кораблі підкласу «лідер ескадрених міноносців»; п'ятирічний план військового суднобудування (1938—1942) припускав, що шість лідерів проєкту 48 будуть здані флоту в 1942-му році. На підставі постанови Комітету Оборони № 21сс від 9 січня 1940 року цей план був відкоригований, у будівництві в 1940 році повинно було знаходитися дванадцять лідерів проєктів 47 та 48.
19 жовтня 1940 року Радою Народних Комісарів СРСР і ЦВК ВКП(б) було прийнято постанову № 2073–877сс «Про план військового суднобудування на 1941 рік», пункт 8 якого відміняв нові закладки лідерів есмінців, пункт 9 вимагав припинити будівництво на заводі № 190 лідера № 542 («Душанбе»), пункт 10 вимагав «споруджуваних на заводі № 198 2 лідера есмінців № 357 („Київ“) та 358 („Єреван“) будівництво продовжувати зі здачею одного в III кварталі та другого в IV кварталі 1942 року». Метою постанови № 2073–877сс було зосередження зусиль на будівництві малих і середніх бойових кораблів та добудові великих бойових кораблів, що перебувають у великій мірі готовності.
За документами, крім лідерів № 357, 358 та 542 у Миколаєві були закладені ще три лідера проєкту 48: «Петрозаводськ», «Очаків» і «Перекоп», а в Ленінграді на заводі № 190 — лідери «Ашхабад» та «Алма-Ата», але до кінця 1940 року всі вони були виключені з планів військового суднобудування, до цього моменту вдалося завершити лише плазові роботи за цими кораблями. Закладка запланованих до будівництва на заводі № 402 в Молотовську лідерів «Архангельськ» і «Мурманськ» навіть не проводилася.
Серйозним чином на скасування будівництва цих корпусів вплинула поява великого ескадреного міноносця проєкту 35 з універсальною артилерією головного калібру, ескізний проєкт якого був остаточно затверджений у листопаді 1940 року. Оскільки перспективний есмінець ні в чому не поступався лідеру, губився всякий сенс будівництва кораблів підкласу «лідер ескадрених міноносців»; у відмові від подальшого будівництва кораблів проєкту 48 зіграв свою роль і його незенітний головний калібр, що до цього часу вважався уже архаїзмом.

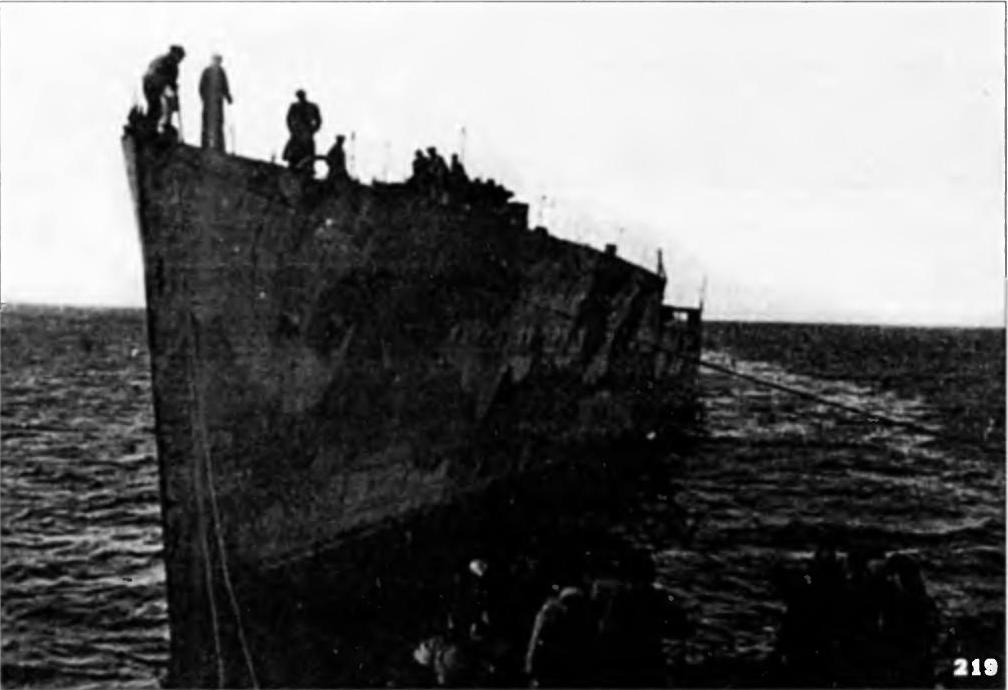
Корпус незавершеного лідера «Єреван» буксирується з Миколаєва у Севастополь, серпень 1941.

Головний лідер проєкту 48 «Київ» спустили на воду 11 грудня 1940 року і до липня 1941 року добудовували на плаву у стінки заводу № 198 в Миколаєві. Лідер «Єреван» був спущений на воду 29 червня 1941 року на восьмий день німецько-радянської війни. Після 10 липня 1941 будівництво цих кораблів фактично припинилося. Перед захопленням Миколаєва в серпні 1941 року вермахтом «Київ» і «Єреван» у числі кількох інших недобудованих кораблів відбуксирували в Севастополь. 6 серпня лідер «Єреван» був відбуксований у Керч, лідер «Київ» 12 серпня був відбуксований у Камиш-Бурун. Однак у зв'язку з швидкою зміною обстановки на фронті, кораблі довелося переводити на нові пункти базування: до 18 вересня «Єреван» знаходився вже на стоянці в Єйську, а «Київ» 6 жовтня було забрано в Поті. У період з 15 по 17 жовтня «Єреван» був евакуйований з Єйська в Керч під конвоєм тральщика «Штурман» і катерів-тральщиків «Циклон» і «Шквал» Азовської військової флотилії. До 4 січня 1942 року обидва недобудованих лідера були переведені в Батумі, де перебували до осені 1945 року, а потім обидва кораблі були переведені в Миколаїв для їх добудови за проєктом 48К.
Етапи будівництва кораблів проєкту 48
| Найменування корабля | Суднобудівний завод | Заводський номер | Дата закладки   | Дата спуску на воду                       | Технічна готовність на 22 червня 1941 року | Плановий рік здачі. |
| -------------------- | ------------------- | ---------------- | --------------- | ----------------------------------------- | ------------------------------------------ | ------------------- |
| «Київ»               | № 198               | З-357            | 29 вересня 1939 | 11 грудня 1940                            | 48,9 %                                     | III квартал 1942    |
| «Єреван»             | № 198               | З-358            | 30 грудня 1939  | 30 червня 1941                            | 25,4 %                                     | IV квартал 1942     |
| «Душанбе»            | № 190               | З-542            | 27 грудня 1939  | —                                         | розібраний на стапелі                      | -                   |
| «Петрозаводськ»      | № 198               | З-359            | —               | —                                         | —                                          | -                   |
| «Очаків»             | № 198               | З-360            | —               | —                                         | —                                          | -                   |
| «Перекоп»            | № 198               | З-361            | —               | —                                         | —                                          | -                   |
| «Ашхабад»            | № 190               | З-545            | 1940            | 19 жовтня 1940 будівництво законсервовано | розібраний на стапелі                      | -                   |
| «Алма-Ата»           | № 190               | З-546            | 1940            | 19 жовтня 1940 будівництво законсервовано | розібраний на стапелі                      | -                   |
| «Архангельськ»       | № 402               | не присвоювався  | не закладався   | —                                         | —                                          | -                   |
| «Мурманськ»          | № 402               | не присвоювався  | не закладався   | —                                         | —                                          | -                   |

### Корегований проєкт 48-К

#### Розробка корегованого проєкту
У січні 1944 року було прийнято рішення про коригування проєкту 48 для подальшої добудови двох вже спущених на воду кораблів. Розробка корегованого проєкту була доручена ЦКБ-17. Нові вимоги спочатку зводилися до встановлення на проєкті замість зенітних кулеметів восьми 37-мм автоматів 70-К, двох бомбометів, гідролокаційної станції «Тамір-5» і заміні двох п'ятитрубних апаратів на два тритрубні, але вже у листопаді цього року старі вимоги були скасовані. Відповідно до вимог ВМФ на лідери повинні були встановлюватись нові системи озброєння: 85-мм зенітна установка 92-К (замість 76-мм 39-К), п'ять спарених 37-мм автоматів В-11 (замість 70) зі штативними бронещитами і два п'ятитрубні одноярусні торпедні апарати. На кораблі повинні були встановлюватись нові прилади управління стрільбою за типом, прийнятим на есмінцях проєкту 30-К, два бомбомети БМБ-1 з боєзапасом 40 глибинних бомб; передбачалася установка РЛС «Гюйс-1», «Марс-2» («Редан-2»), «Юпітер-2», «Сіріус-5», «Сіріус-Б4», а також ГАС «Тамір». 19 грудня 1944 року наркомом суднобудівної промисловості І. С. Носенком був відданий наказ покласти коригування технічного проєкту 48 (48-К) і розробку робочих креслень для добудови лідерів «Київ» і «Єреван» на завод № 444 (колишній завод № 198) ім. А. Марті і відновити діяльність його конструкторського бюро. Головним конструктором проєкту 48-К був призначений старший інженер-конструктор цього конструкторського бюро М. І. Жулай.
Восени 1945 року обидва кораблі були повернені на стапелі у Миколаїв. Однак ескізне опрацювання доповнення до технічного проєкту 48, виконане у 1945 році конструкторським бюро заводу № 444 за завданням флоту, показало, що внесення змін згідно вимогам ВМФ призводить до значного погіршення кораблебудівних елементів проєкту 48 (стандартна водотоннажність зростала до 2740 т, остійність знижувалася, швидкість повного ходу знижувалася до 37,5 вузлів, погіршувалися морехідні якості і непотоплюваність). У результаті, наприкінці 1945 року за пропозицією наркомату суднобудівної промисловості добудову «Києва» і «Єревана» за корегованим проєктом відклали, а корпуси законсервували. Крім необхідності переробки вимог ВМФ, рішення щодо консервації кораблів було обумовлене і іншими причинами:
По-перше, сам завод ще не був відновлений після окупації... По-друге, відсутній заділ по комплектуючим, зокрема артилерійським баштам Б-2-ЛМ, але і ця проблема повинна була незабаром вирішитися, так як на добудові знаходилося ще десяток корпусів есмінців проекту 30, а значить, випуск веж все одно доведеться організовувати. Але головне, що всім було абсолютно очевидно, що сам проект безнадійно застарів.
У серпні 1946 року в ході навчань Чорноморського флоту корпус лідера «Київ» затопили в морі, а корпус лідера «Єреван» використовувався як плавуча казарма. 24 березня 1947 року знову було вирішено добудовувати ці кораблі за корегуючим проєктом, тому «Київ» був піднятий і знову відправлений у Миколаїв і поставлений на відстій у акваторії заводу ім. А. Марті (по документах він значився таким, що перебуває у добудові).
Одночасно з формальною постановкою кораблів на добудову в 1947 році була розпочата радикальна переробка попереднього варіанту корегованого проєкту лідера: незенітні 130-мм установки Б-2ЛМ замінювалися на універсальні двогарматні установки БЛ-109 аналогічного калібру, малокаліберна артилерія — на три чотирьохствольних 45-мм і два чотирьохствольних 25-мм зенітних автомати, ПУС — на систему «Зеніт», торпедні апарати на нові п'ятитрубні ПТА-533. Лідери повинні були оснащуватися РЛС управління вогнем головного калібру «Залп», приладами управління торпедної стрільбою, 8-мм бронювання головного командного посту, артилерійських установок і торпедних апаратів посилювалося до 20 мм, також лідери повинні були розвивати хід 36 вузлів і на 13-вузловий швидкості мати дальність плавання 3500 морських миль. По суті, на думку А. В. Платонова, мова йшла про створення проєкту нового есмінця у старому корпусі лідера. Але з ряду причин — неготовність артилерійських установок БЛ-109 і 45-мм зенітних автоматів у металі і неможливість отримати ці нові зразки озброєння у найближчі терміни — конструктори були змушені повернутися до старого складу озброєння.
Тактико-технічне завдання на розроблення та коригування проєкту 48, підписане від ГУК ВМФ інженер-капітаном А. К. Усискіним і затверджене головнокомандувачем ВМС адміралом І. С. Юмашевим і заступником суднобудівної промисловості Б. Г. Чілікіним, було видано в 1948 році конструкторському бюро миколаївського заводу № 444. Головним конструктором проєкту був призначений М. І. Жулай. ТТЗ передбачало розміщення на лідері проєкту 48-К шести 130-мм гармат Б-2ЛМ у трьох двогарматних баштових установках та дванадцяти 37-мм зенітних автоматів у шести спарених стабілізованих установках В-11. Отриманий за час німецько-радянської війни досвід не був врахований, і посилене торпедне озброєння на лідерах зберігалося. За ТТЗ передбачалося опрацювати можливість установки на лідері двох п'ятитрубних торпедних апаратів ПТА-53-47 або двох тритрубних ТТА-53.
Примітно, що у всіх проєктних документах термін «лідер» був замінений на «есмінець», а 12 січня 1949 року пішла офіційна перекласифікація усіх лідерів ескадрених міноносців у есмінці.
У 1950 році керівництво суднобудівної промисловості вирішило відмовитися від добудови «Києва» та «Єревана». На прийняття цього рішення вплинули, по-перше, недостатня остійність кораблів, що робила неможливим установлення на них РЛС управління вогнем «Залп», нових торпедних апаратів і бомбометів. По-друге, добудова цих кораблів скорочувала серію есмінців проєкту 30-біс, так як колишні лідери займали їх будівничі місця і «забирали» комплектуючі. Суднобудівна промисловість як компенсацію дала обіцянку побудувати замість «Києва» і «Єревана» три надпланових есмінці проєкту 30-біс, з чим ВМФ погодився.

#### Конструкція корегованого проєкту
За проєктом 48-К (креслення 48К А-100-304) корпус лідера зберіг напівбачну архітектуру та мав досить розвинену носову надбудову, дві похилих труби та невелику кормову надбудову. Інших значних за обсягом конструкцій проєкт 48-К не мав, що робило силует корабля «малопомітним і лаконічним, незважаючи на порівняно високий надводний борт».
Корпус корабля поділявся 13-ма водонепроникними перебірками на чотирнадцять відсіків. Нижче верхньої палуби розміщувалися три проміжних палуби (платформи). Нижня палуба і 1-ша платформа переривалися у районі машинно-котельного відділення. Подвійне дно йшло по всій довжині корабля від шпангоута № 10 до шпангоута № 158 і мало в краях корпусу своїм продовженням 2-гу платформу.
Артилерійське озброєння повинно було встановлюватися відповідно ТТЗ. Двогарматні баштові артустановки Б-2ЛМ передбачалося встановлювати в діаметральній площині корабля, причому другу вежу — на високому барбеті. Вежі управлялися як зсередини (місцеве управління), так і дистанційно — з центрального поста за допомогою системи дистанційного керування. Два тритрубних торпедних апарати повинні були встановлюватися на палубі в діаметральній площині попереду та позаду другої димової труби. Лідер устатковувався бомбоскидувачами для глибинних бомб і параван-охоронцями.
Пости різного роду станцій і приладів керування кораблем, озброєнням, а також засобів виявлення та зв'язку розташовувалися у приміщеннях триярусної носової надбудови. Екіпаж був розміщений переважно на палубах носової частини корабля і, частково, в кормовій частині. Шлюпковий пристрій проєкту 48-К складалося із одного роз'їзного командирського катеру, розміщеного в районі першої труби на палубі по правому борту, великого двигунного баркаса, установлений з лівого борту, а також двох шестивесельних ялів, розташованих по-бортно у районі кормової надбудови.
Головна енергетична установка — котлотурбінна, у складі трьох турбозубчатих агрегатів (ТЗА) сумарною потужністю 90 000 к. с. і трьох головних котлів із тиском 27 кг/см2 і температурою пари 350 °C. Рульовий пристрій складався з одного напівбалансирного керма, розташованого в діаметральній площині; пости керування кермом перебували в ходовій рубці, румпельному відділенні і на кормовому містку. Рушіями були три трилопатевих гребних гвинти. Запас котельної води становив 65 т, нормальний запас палива — 600 т мазуту .
| Основні тактико-технічні елементи лідерів ескадрених міноносців проєкту 48 | Основні тактико-технічні елементи лідерів ескадрених міноносців проєкту 48                   | Основні тактико-технічні елементи лідерів ескадрених міноносців проєкту 48 |
| -------------------------------------------------------------------------- | -------------------------------------------------------------------------------------------- | -------------------------------------------------------------------------- |
| Основні елементи                                                           | проєкт 48                                                                                    | проєкт 48-К                                                                |
| Водотоннажність, т                                                         |                                                                                              |                                                                            |
| Стандартна водотоннажність                                                 | 2350                                                                                         | 2722                                                                       |
| Нормальна водотоннажність                                                  | 2697                                                                                         | -                                                                          |
| Повна водотоннажність                                                      | 3045                                                                                         | -                                                                          |
| Головні параметри, м                                                       |                                                                                              |                                                                            |
| Найбільша довжина                                                          | 127,8                                                                                        | 127,8                                                                      |
| Ширина найбільша                                                           | 11,7                                                                                         | 11,7                                                                       |
| Осадка                                                                     | 4,2                                                                                          | -                                                                          |
| Головні механізми                                                          |                                                                                              |                                                                            |
| Тип головної енергетичної установки                                        | котлотурбінна                                                                                | котлотурбінна                                                              |
| Потужність (повна), к. с.                                                  | 90 000                                                                                       | 90 000                                                                     |
| ТЗА                                                                        | 3                                                                                            | 3                                                                          |
| Головні котли                                                              | 3                                                                                            | 3                                                                          |
| Тиск пари, кг/см2                                                          | 27                                                                                           | 27                                                                         |
| Температура пари, °C                                                       | 350                                                                                          | 350                                                                        |
| Число гвинтів                                                              | 3                                                                                            | 3                                                                          |
| Джерела електроенергії                                                     |                                                                                              |                                                                            |
| Турбогенератори                                                            | 2×165 кВт                                                                                    | 2×165 кВт                                                                  |
| Дизельгенератори                                                           | 2×50 кВт                                                                                     | 2×50 кВт                                                                   |
| Вироблений струм                                                           | Постійний 120 В                                                                              | Постійний 120 В                                                            |
| Нормальний запас палива, т                                                 | 600, мазут                                                                                   | 600, мазут                                                                 |
| Повний запас палива, т                                                     | 750                                                                                          | 625                                                                        |
| Швидкість ходу найбільша, вузлів                                           | 42                                                                                           | 39,5                                                                       |
| Дальність плавання швидкістю ходу 42 вузла, морських миль                  | 910                                                                                          | -                                                                          |
| Дальність плавання швидкістю ходу 20 вузлів, морських миль                 | 2500                                                                                         | 3000                                                                       |
| Дальність плавання швидкістю ходу 15 вузлів, морських миль                 | 4100                                                                                         | -                                                                          |
| Озброєння                                                                  |                                                                                              |                                                                            |
| Радіопеленгатори                                                           | «Градус-К»                                                                                   | «Бурун-К»                                                                  |
| Гірокомпаси                                                                | Курс-2                                                                                       | Курс-3                                                                     |
| Магнітні компаси                                                           | 4 127-мм                                                                                     | 4 127-мм                                                                   |
| Лаги                                                                       | «Гаусс-50»                                                                                   | «Гаусс-50»                                                                 |
| Лоти                                                                       | ЕМС-2                                                                                        | НЕЛ-3                                                                      |
| Артилерія головного калібру                                                | 3×2 130-мм АУ Б-2ЛМ                                                                          | 3×2 130-мм АУ Б-2ЛМ                                                        |
| Боєкомплект артилерії ГК                                                   | 900                                                                                          | 900                                                                        |
| Прилади управління стрільбою ГК                                            | «Міна» + два прилади 1-Н                                                                     | «Міна» + два прилади 1-Н                                                   |
| Зенітне озброєння                                                          | 1×2 76-мм АУ 39-К, 4×2 12,7-мм кулеметів ДШКМ-2Б                                             | 1×2 85-мм АУ 92-К, 8×2 37-мм АУ В-11                                       |
| Торпедні апарати, боєзапас                                                 | 2×5 2-Н (10 торпед)                                                                          | 2×5 ПТА-53 (10 торпед)                                                     |
| Міни, боєзапас                                                             | 86 зразка 1926 р.                                                                            | -                                                                          |
| Глибинні бомби                                                             | 10 ББ-1, 20 БМ-1 (2 бомбозкидувача)                                                          | 48 ББ-1 (4 бомбомети)                                                      |
| Паравани, комплектів                                                       | 2                                                                                            | -                                                                          |
| Бойові прожектори                                                          | МПЕ-е6,0-4, МПЕ-э9,0                                                                         | -                                                                          |
| РЛС виявлення повітряних цілей                                             |                                                                                              |                                                                            |
| РЛС виявлення надводних цілей                                              | —                                                                                            | «Риф»                                                                      |
| РЛС управління вогнем головного калібру                                    | -                                                                                            | «Редан-2» («Марс-2»)                                                       |
| ГАС                                                                        | —                                                                                            | «Тамір-5Н»                                                                 |
| Звукопідводний зв'язок                                                     | «Полярис»                                                                                    | -                                                                          |
| Екіпаж                                                                     | 16 офіцерів + 5 у складі штабу 50 старшин 198 рядових Усього — 264 (269 зі штабом з'єднання) | Усього — 350                                                               |

## Служба як тестових суден

### «Київ»
8 серпня 1952 року наказом Військово-морського міністра № 7784/с «Київ» був знятий із будівництва та протягом трьох років знаходився на відстої. У 1955-у його перевели з Волго-Донському каналу на Каспійське море, де зарахували до складу Каспійської флотилії і використовували в експериментальних цілях. На початку 1960-х років, так і не будучи добудованим, він був переведений назад на Чорне море, але дещо пізніше був знову переведений на Каспій, де у четвертому кварталі 1962 року як корабля-мішень брав участь у забезпеченні розгорнутих в районі Баку випробувань крилатої ракети П-35. Один із запусків крилатої ракети був проведений по «Києву» з тестового судна ОЗ-15 (переобладнаного в 1959 році суховантажника «Ілеть»). У ході випробувань ракета П-35 з інертною бойовою частиною (без вибухової речовини) потрапила в ліву вилицю корабля і, розкривши палубу на довжині близько 50 м, зруйнувалася; двигун ракети пробив днище «Києва», внаслідок чого лідер через три хвилини затонув.

### «Єреван»
У 1953 році «Єреван» перевели на Каспійське море і включили до складу Каспійської флотилії. На підставі наказу головнокомандувача ВМФ від 8 травня 1954 року «Єреван» перекласифікували у корабель-мішень для забезпечення відпрацювання бойових вправ і дослідних ракетних стрільб.
У березні — квітні 1957 року «Єреван» разом з трофейною німецькою десантною баржею БСН-20 взяв участь у льотно-корабельних випробуваннях протикорабельної ракети КСЩ (корабельний снаряд «Щука»), пуски ракет проводилися з ескадреного міноносця проєкту 56М «Бідовий» між мисами Опук і Чауда у водній акваторії бойового поля полігону «Піщана Балка» (недалеко від Феодосії). Недобудований лідер повинен був при пусках ракет № 3, 4, 5, 6 та 7 (проводилися з 1 березня по 29 квітня 1957 року) імітувати за своєю відбивною здатності американський легкий крейсер типу «Клівленд». З цією метою корабель обладнали кутковими відбивачами типу К-1,25, піднятими над палубою на спеціальній фермі висотою 6 м для імітації відбивної здатності; надводною мережею по всій довжині палуби на щоглах висотою 6-9,5 м з розміром вічка мережі 0,35×0,35 м; підводною мережею по всій довжині мішені на глибину 10 м та з розмірами комірки мережі 0,1×0,1 м. На пуски № 3, 4 і 5 «Єреван» обладнали кіноапаратурою для проведення підводних зйомок бойової частини під час її руху під водою. При проведенні пусків № 3, 4, 5, 6 і 7 над «Єреваном» на безпечній висоті 1500 м баражував літаків Ан-2, який з допомогою апаратури АФА-2 проводив планову зйомку підльоту ракети до мішені. Непарні пуски йшли на відстань 25 км, а парні — 30 км від есмінця «Бідовий». Довжина підводного ходу бойових частин на пуски № 3, 4, 5 і 7 становила від 8 до 40 м (за проєктом: від 40 до 70 м). При пуску № 6 підводного ходу бойової частини не було, було зафіксовано пряме попадання бойової частини ракети в ферму кутового відбивача на висоті 1,7 м від палуби корабля.
30 серпня 1957 року при проведенні державних випробувань ракети КСЩ у тому ж районі в борт лідера «Єреван», який виступав у ролі корабля-мішені, було забезпечено потрапляння випробуваної протикорабельної ракети з інертною бойовою частиною. У результаті попадання у борті утворилася пробоїна 2,0×2,2 м, а її нижній край опинився на 0,3 м нижче ватерлінії. У результаті прямого попадання лідер затонув, але незабаром був піднятий Аварійно-рятувальною службою Чорноморського флоту і зданий Головвторчермету для оброблення на метал.

## Порівняльна оцінка
До другої половини 1930-х років у світі сформувались кілька основних напрямів бойового застосування кораблів, за якими в російській традиції закріпилася назва лідерів ескадрених міноносців. При цьому необхідно мати на увазі, що класифікація французьких та італійських кораблів як лідерів є радше даниною традиції, оскільки безпосередньо для лідирування ескадрених міноносців ці кораблі не призначалися.
У рамках одного з напрямків передбачалося використання лідерів як кораблів, призначених для лідирування з'єднань ескадрених міноносців, виконання коротких потужних ударів по кораблях противника, торпедних атак на конвої і десантні загони, ведення розвідки. У британському флоті такі кораблі отримали назву «лідерів флотилій» (англ. Flotilla Leader), у радянському флоті — «лідерів ескадрених міноносців». У британському флоті лідери флотилій зазвичай були дев'ятим корпусом у серії з восьми есмінців, які зводилися у один дивізіон, і відрізнялися від серійних кораблів дещо більшими розмірами та наявністю додаткової п'ятої гармати. Британська система лідирування фактично існувала до кінця 1930-х років і зникла після того, як водотоннажність і артилерійська потужність серійних ескадрених міноносців перевершила аналогічні характеристики лідерів у процесі безперервного суперництва з ескадреними міноносцями Німеччини.
У США було побудовано тринадцять кораблів класу лідер — (вісім типу «Портер» і п'ять типу «Сомерс»). Вони будувалися як великі морехідні океанські есмінці для дій у загальних з'єднаннях та офіційно в американському флоті класифікувалися як ескадрені міноносці (англ. Destroyers), хоча мали більш потужне артилерійське озброєння, ніж у англійських, радянських, а також більшості французьких лідерів. Разом з тим фактично «Портери» використовувалися і як класичні лідери як флагманські кораблі з'єднань (ескадр) ескадрених міноносців.
У французькому флоті лідеру відводилася роль корабля, призначеного для боротьби з ескадреними міноносцями противника і присвоювалася назва контр-міноносця (фр. Contre-Torpilleura). З 1926 по 1936 роки французький флот поповнився тридцятьма контр-міноносцями, побудованими п'ятьма серіями по шість кораблів. Характерними особливостями французьких лідерів були: порівняно велика водотоннажність, висока швидкість ходу (до 40 і більше вузлів), гарна маневровість і керованість, наявність потужного, від серії до серії підсилюваного артилерійського озброєння, що  переважало над торпедним; наявність потужної та надійної енергетичної установки, параметри якої також постійно поліпшувалися.
В італійському флоті передбачалося використовувати лідер як «розвідника-скаута» (італ. Esploratore). У рамках цієї концепції у 1927—1930 роках було побудовано дванадцять кораблів типу «Навігатори», які спочатку відносилися до класу ескадрених міноносців. Скаути типу «Навігатори» мали потужне артилерійське озброєння (шість 120-мм гармат), високу швидкість повного ходу (до 39 вузлів при стандартній водотоннажності) і дальність плавання 18-вузловим ходом — 3800 морських миль. У 1938 році всі кораблі типу «Навігатори» були повернуті в клас ескадрених міноносців.
У середині 1930-х років французькі кораблебудівники також звернулися до ідеї будівництва «розвідника-скаута». Для дій у складі швидкохідних з'єднань на чолі з лінкорами «Дюнкерк» та «Страсбург» у 1934—1939 роках були побудовані «океанські розвідники» типу «Могадор», які стали вищою точкою розвитку французьких лідерів ескадрених міноносців. У цілому ці кораблі наближалися до категорії легких крейсерів: при повній водотоннажності 3954 т, найбільшій довжині 137,1 м, ширині — 12,67 м і осадці — 4,67 м вони несли вісім 138-мм гармат M1934 у чотирьох двогарматних баштових установках за крейсерським зразком проти п'яти аналогічних гармат на попередніх типах французьких лідерів. Потужне артилерійське озброєння лідерів типу «Могадор» робило їх на момент вступу в лад (1939 рік) найбільш сильноозброєними в європейських водах кораблями підкласу «лідер ескадрених міноносців». Зенітне озброєння складалося з чотирьох одноствольних 37-мм зенітних напівавтоматичних гармат M1933 і чотирьох 13,2-мм кулеметів M1929 (останні мали невдале розташування — на напівбаку поруч з надбудовою). Торпедне озброєння кораблів складався з двох тритрубних і двох двотрубних 550-мм торпедних апаратів, протичовнове озброєння складалося з двох бомбометів для 200-кг глибинних бомб. Головна енергетична установка потужністю 92 000 к. с. забезпечувала кораблям швидкість повного ходу 39 вузлів (на випробуваннях «Могадор» досяг середньої швидкості 41,274 вузла, «Вольта» — 42,09). Прогресивним нововведенням було застосування на лідерах типу «Могадор» котлів із підвищеною температурою і тиском пари (350 °C і 27 атмосфер відповідно). Котли могли забезпечувати швидке підняття парів, що скорочувало час на збільшення ходу із 14 до 35 вузлів з 20 до 5-7 хвилин.
| Основні тактико-технічні елементи лідерів ескадрених міноносців 1930-х років | Основні тактико-технічні елементи лідерів ескадрених міноносців 1930-х років | Основні тактико-технічні елементи лідерів ескадрених міноносців 1930-х років | Основні тактико-технічні елементи лідерів ескадрених міноносців 1930-х років                       | Основні тактико-технічні елементи лідерів ескадрених міноносців 1930-х років | Основні тактико-технічні елементи лідерів ескадрених міноносців 1930-х років |
| Основні елементи                                                             | «Київ» (проєкт 48)                                                           | Тип «Сомерс»                                                                 | Тип «Ле Террібль»                                                                                  | Тип «Могадор»                                                                | «Ташкент»                                                                    |
| ---------------------------------------------------------------------------- | ---------------------------------------------------------------------------- | ---------------------------------------------------------------------------- | -------------------------------------------------------------------------------------------------- | ---------------------------------------------------------------------------- | ---------------------------------------------------------------------------- |
| Зовнішній вигляд                                                             | немає зображення                                                             |                                                                              | |                                                                              |                                                                              |
| Водотоннажність, т                                                           |                                                                              |                                                                              | |                                                                              |                                                                              |
| Стандартна водотоннажність                                                   | 2350                                                                         | 1850                                                                         | 2569                                                                                               | 2884                                                                         | 2836                                                                         |
| Нормальна водотоннажність                                                    | 2697                                                                         | н/д                                                                          | 2724-2800                                                                                          | н/д                                                                          | 3216                                                                         |
| Повна водотоннажність                                                        | 3045                                                                         | 2130                                                                         | 3380                                                                                               | 3954                                                                         | 4175                                                                         |
| Головні параметри, м                                                         |                                                                              |                                                                              | |                                                                              |                                                                              |
| Найбільша довжина                                                            | 127,8                                                                        | 113                                                                          | 132,4                                                                                              | 137,5                                                                        | 139,7                                                                        |
| Ширина найбільша                                                             | 11,7                                                                         | 10,9                                                                         | 12,25                                                                                              | 12,5                                                                         | 13,7                                                                         |
| Середня осадка                                                               | 4,2                                                                          | 3,1                                                                          | 4,3                                                                                                | 4,57                                                                         | 4,2                                                                          |
| Енергетична установка                                                        |                                                                              |                                                                              | |                                                                              |                                                                              |
| Потужність ГЕУ (повна/максимальна), к. с.                                    | 81 000/90 000                                                                | 52 000                                                                       | 74 000/96 419                                                                                      | 90 000/104 925                                                               | 130 000                                                                      |
| ТЗА                                                                          | 3                                                                            | 2                                                                            | 2                                                                                                  | 2                                                                            | 2                                                                            |
| Головні котли                                                                | 3                                                                            | 4                                                                            | 4                                                                                                  | 6                                                                            | 4                                                                            |
| Тиск пари, кг/см2                                                            | 27                                                                           | 40                                                                           | н/д                                                                                                | 27                                                                           | Н/д                                                                          |
| Температура пари, °C                                                         | 350                                                                          | 440                                                                          | н/д                                                                                                | 350                                                                          | Н/д                                                                          |
| Швидкість ходу найбільша, вузлів                                             | 42,5                                                                         | 37                                                                           | 42,7-45,2                                                                                          | 43,78                                                                        | 42,7                                                                         |
| Запас палива, т (нормальний/повний/найбільший)                               | 600/750/?                                                                    | 600                                                                          | 580/?/650                                                                                          | 630/?/721                                                                    | н/д                                                                          |
| Дальність плавання, морських миль                                            | 900 (на 42 вузлах) 2500 (на 20 вузлах) 4100 (на 15 вузлах)                   | 7500 (на 15 вузлах)                                                          | 4000 (на 15 вузлах) 3000 (на 21 вузлах) 2500 (на 25 вузлах) 1300 (на 32 вузлах) 700 (на 37 вузлах) | 4000 (на 18 вузлах) 4200 (на 15 вузлах)                                      | 5030 (на 20 вузлах)                                                          |
| Озброєння                                                                    |                                                                              |                                                                              | |                                                                              |                                                                              |
| Артилерія головного калібру                                                  | 3 × 2 Б-2ЛМ                                                                  | 4 × 2 127-мм/38                                                              | 5 × 1 138-мм/45                                                                                    | 4 × 2 138-мм/52                                                              | 3 × 2 Б-2ЛМ                                                                  |
| Боєкомплект артилерії ГК на ствол                                            | 150                                                                          | н/д                                                                          | 240                                                                                                | 180                                                                          | н/д                                                                          |
| Зенітне озброєння                                                            | 1 × 2 76-мм 39-К, 4×2 12,7-мм ДШК                                            | 2×4 28-мм                                                                    | 2×2 37-мм M1933, 13-мм кулемети                                                                    | 4×1 37-мм M1933, 4 13-мм кулемета                                            | 1×2 76-мм 39-К, 6×37 мм/62 70-До, 6 12,7-мм ДШК                              |
| Торпедні апарати, боєзапас                                                   | 2×5 533-мм 2-Н                                                               | 3×4 533-мм                                                                   | 3×3 550 мм                                                                                         | 2×3, 2×2 550-мм                                                              | 3×3 533-мм (18 торпед)                                                       |
| Бомбове озброєння, боєзапас (глибинних бомб)                                 | 2 бомбоскидувачі                                                             | 2 бомбоскидувачі                                                             | 2 бомбомети (16)                                                                                   | 2 бомбомети                                                                  | 2 бомбоскидувачі (4 ББ-1, 20 БМ-1)                                           |
| Екіпаж                                                                       | 264 (269 зі штабом)                                                          | 198                                                                          | 210                                                                                                | 238 чи 264                                                                   | 250                                                                          |

### Публікації про історію розробки та служби кораблів проєкту 48
- Качур П. І., Морін А. Б. Лідери ескадрених міноносців ВМФ СРСР. — СПб. : Острів, 2003. — 240 с. — ISBN 5-94500-19-1.
- Качур П. І. «Гончі пси» Червоного флоту. «Ташкент», «Баку», «Ленінград». — Москва : Яуза, Колекція, Ексмо, 2008. — 144 с. — ISBN 978-5-699-31614-4.
- Краснов В. Н. Суднобудування та судноремонт на Чорному морі в 1941-1945 роках // Гангут. — СПб. : Видавництво «Гангут», 1995. — № 9. — С. 22-35. — ISBN 5-85875-031-1.
- Краснов В. Н. Військове суднобудування напередодні Великої Вітчизняної війни. — М. : Наука, 2005. — 215 с. — ISBN 5-02-033780-3.
- Платонов А. В. Радянські міноносці. — СПб. : Галея-Принт, 2003. — 90 с. — ISBN 5-8172-0078-3.
- Широкорад О. Б. Вогненний меч Російського флоту. — М. : Яуза, ЕКСМО, 2004. — 416 с. — ISBN 5-87849-155-9.

### Інші публікації
- Кофман В. Л. Лідери типу «Могадор» // Морська колекція. — 2008. — Вип. 8 (107). — ISBN 5-94500-19-1.
- Літинський Д. Ю. Супересмінці радянського флоту. — Спеціальний випуск альманаху «Тайфун». — СПб., 1998. — 72 с.
- Патянин С. В. Лідери, ескадрені міноносці та міноносці Франції у Другій світовій війні. — СПб. : Кораблі і битви, 2003. — 112 с. — (Бойові кораблі світу)
- Рубанов О. А. Ескадрені міноносці Англії у Другій світовій війні. Ч. 1 (1925-1939). — СПб. : Кораблі і битви, 2004. — 62 с. — (Бойові кораблі світу)
- Трубіцин С. Б. Ескадрені міноносці типу «Навігатори». — СПб. : Кораблі та битви, 2002. — 48 с. — (Бойові кораблі світу)
- Campbell J. Naval weapons of World War Two. — Annapolis, Maryland : Naval Institute Press, 1985. — ISBN 0-87021-459-4.
- conway's All the World's Fighting Ships, 1922-1946. — London : Conway Maritime Press, 1980. — ISBN 0-85177-146-7.
- Fraccaroli A. Italian warships of World War II. — London : Ian Allan Ltd, 1968. — ISBN 07110-0002-6.
- Friedman N. The U. S. Destroyers: An Illustrated Design History. — Annapolis, Maryland, U. S. A. : Naval Institute Press, 1982. — P. 95. — ISBN 0-87021-7333.
- Hodges P., Friednan N. Destroyer weapons of World War Two. — London : Conway Maritime Press, 1985. — ISBN 0-87021-929-4.
- McComb, Dave. U. S. destroyers 1934-1945. Pre war classes. — Oxford : Osprey Publishing, 2010. — P. 48. — ISBN 978-1-84603-443-3.